# レッツゴー!ライオンズ
『レッツゴー!ライオンズ 』（英: Let's Go! Lions）は、1979年から2002年までの24年間に亘ってTBSテレビで放送されていたプロ野球・西武ライオンズの情報番組。

## 概要
西武ライオンズとして最初のシーズンとなる1979年に『がんばれライオンズ』のタイトルで放送開始。1978年秋に、九州の福岡県を本拠地としていたクラウンライターライオンズが西武グループに買収され、首都圏の埼玉県を本拠地とする西武ライオンズとなった。それに伴いライオンズ戦中継の企画が持ち上がり、ライオンズオーナーの堤義明とTBS社長の山西由之による会談が行われた末、シーズン5試合の中継とともにライオンズをバックアップするための番組として始まった。
当初は4月2日から9月28日の間、6:50 - 6:55に放送。翌1980年以降も、シーズン開幕直前の3月末ないしは4月初頭から閉幕する10月頃まで月曜 - 日曜早朝に5分番組として放送された。
1987年からは『ナイスプレー!ライオンズ』にタイトル変更したが基本的な放送スタイルには変化はなかった。1989年からは、土曜日のみ『ナイスプレー!ライオンズ サタデースペシャル』と題した30分番組になった。
1994年からは土曜日のみの放送となり、1995年に『レッツゴー!ライオンズ』へタイトル変更。2002年には日曜日へ移動し15分枠に縮小。同年よりTBSが横浜ベイスターズの親会社になったこともあり、このシーズン限りで番組は終了。

## 放送時間
1979年 - 不明
- 月曜 - 日曜6:50 - 6:55
  - 1980年4月7日から4月11日は、土曜6:40 - 6:45、日曜5:50 - 6:00[3]に放送。

不明 - 1988年
- 月曜 - 日曜6:25 - 6:30

1989年 - 1990年
- 月曜 - 金曜、日曜6:25 - 6:30
- 土曜6:00 - 6:30（｢ナイスプレー!ライオンズ サタデースペシャル｣）

1991年 - 1993年
- 平日10:55 - 11:00
- 土曜6:00 - 6:30（｢ナイスプレー!ライオンズ サタデースペシャル｣）
- 日曜6:25 - 6:30

1994年 - 2001年
- 土曜6:00 - 6:30

2002年
- 日曜5:30 - 5:45

### 補足
土曜日の放送は1996年以降、毎月最終土曜日に『TBSレビュー』が編成された関係で5:30 - 6:00に変更された。
マスターズゴルフ中継のある毎年4月上旬、その週は土曜日が5:00 - 5:30、日曜日は4:55 - 5:00の放送となった。
1991年以降、平日の放送時間が10:55開始となったが、報道特別番組で休止されることもあった。

## ネット局
基本的に関東ローカル番組であったが、『がんばれライオンズ』時代の1980年代中期までは東北放送に、『ナイスプレー!ライオンズ』時代の1990年代前半までは北海道放送にもネットされていた。また、ライオンズ春季キャンプ開催地（高知県春野町。高知県立春野運動公園野球場所在地）に所在するテレビ高知でもネットされていた時期がある。また、ライオンズの旧本拠地である福岡県でも、福岡ダイエーホークス移転の頃までRKB毎日放送で放送されていた。

## リポーター
※●…担当当時、TBSアナウンサー。
- 石川顕●（｢がんばれライオンズ｣開始当時の担当）[2]
- 多田護●（同上）[2]
- 松下賢次●（同上）[2]
- 武方直己●（｢ナイスプレー!ライオンズ｣時代）[4]
- 柄沢晃弘●（同上）
- 宮澤隆●（同上）[5]
- 向井政生●（同上）[5]
- 清原正博●
- 藤原麻衣子
- 建部和美
- 岩渕トシノリ
- 涼森さとみ
- 栗山朋也
- 山越紀子[6]
- 松沢由実（のちの松澤由美。1995年 - 1996年）
- 川澄朋章
- 金井友樹
- 大竹真[7]
- 石渡美香（1997年 - 2000年）
- 高林奈央
- 浅津奈々
- 昌浦龍男（1996年 - 1997年）
- 健太郎（2001年）[8]
- 池戸美香（『ナイスプレー!ライオンズ』時代）[9]
- 西乃久未（『ナイスプレー!ライオンズ』時代）[10]
- 尾崎陽子（『ナイスプレー!ライオンズ』時代）

## スタッフ
- 大沼啓延（『がんばれライオンズ』時代に、TBS映画社のスタッフとして制作を担当）
- 柳澤正樹（『ナイスプレー!ライオンズ』時代に、古舘プロジェクト所属作家として構成を担当）

## 番組の主な内容
- 試合ダイジェスト
- 選手インタビュー
- ライオンズ広場
- メモリーズ

## テーマ音楽
- ED（1997年）空にまいあがれ（真心ブラザーズ）
- ED（1998年）all you need is love（田村直美）
- ED（1999年）Chance（久松史奈）
- ED（2001年）…LOVE-1〜Power of Love〜（歌：Sha-I!）[11][12]

## 参考資料
- TBS50年史（2002年1月、東京放送編・発行）：国立国会図書館の所蔵情報
  - 資料編